# 22 Dywizja Grenadierów Ludowych
22 Dywizja Grenadierów Ludowych - (niem. 22. Volks-Grenadier-Division) jedna z niemieckich dywizji grenadierów ludowych z czasów II wojny światowej. Utworzona w marcu 1945 z przemianowania 22 Dywizji Piechoty. Wojnę spędziła na terenie Styrii, w składzie Grupy Armii E (kolejno: XXXIV Korpus Armijny, XV Korpus SS). Rozwiązana z końcem wojny.

## Skład
- Grenadier-Regiment 16 (16 pułk grenadierów)
- Grenadier-Regiment 47 (47 pułk grenadierów)
- Grenadier-regiment 65 (65 pułk grenadierów)
- Panzer-Aufklärungs-Abteilung 122 (122 pancerny batalion rozpoznawczy)
- Artillerie-Regiment 22 (22 pułk artylerii)
- Flak-Bataillon 22 (22 batalion artylerii przeciwlotniczej)
- Divisions-Einheiten 22 (jednostki dywizyjne)